# Sun Chunlan
Sun Chunlan ( chinês :孙春兰; nascida a 24 de maio de 1950 (74 anos)) é uma política chinesa, membro do Politburo do Partido Comunista da China e vice-primeira-ministra da República Popular da China, desde março de 2018. De 2009 a 2014, Sun serviu em dois postos regionais proeminentes, primeiro como Secretária do Partido Comunista da província de Fujian, depois Secretária do Partido em Tianjin, um dos quatro municípios de controle direto da China. Seu mandato em Fujian fez dela a segunda mulher chefe do partido em nível provincial desde a fundação da República Popular da China em 1949 (a primeira foi Wan Shaofen). Entre 2014 e 2017, atuou como chefe do Departamento de Trabalho da Frente Unida do Comitê Central do Partido Comunista da China.[carece de fontes?]
Antes de liderar Fujian, serviu como chefe do partido na cidade costeira de Dalian e como primeira secretária da Federação de Sindicatos.

## Origens
Sun nasceu em maio de 1950 no condado de Raoyang, Hebei. Depois de se formar em mecânica pela Anshan Industrial Technology Academy em Liaoning, Sun trabalhou na Anshan Clock Factory, que fabricava relógios. Lá, ela passou do chão de fábrica para se tornar membro da filial CPC da fábrica,  que gerenciava as operações da fábrica. Ela ingressou no Partido Comunista da China em maio de 1973, durante as últimas fases da Revolução Cultural. Ela foi então transferida para a Fábrica de Têxteis de Anshan para trabalhar como gerente. Em 1988 ela se tornou presidente da federação feminina de Anshan.
Em 1990, Sun foi transferido para trabalhar nos órgãos subordinados diretamente à liderança provincial do partido, abrindo caminho para novos avanços na carreira. Em 1994 ela se tornou chefe da federação sindical provincial, um ano depois ela começou a fazer parte do Comitê Permanente do Partido na província de Liaoning ; alcançar tal façanha aos 45 anos era raro. Em 1997, Sun foi nomeado vice-chefe do partido de Liaoning e presidente da escola provincial do partido. Em 2001, o chefe do partido da agitada cidade costeira de Daliandeixou a cidade para se tornar o governador de Liaoning. Sun foi então confirmado como chefe do partido em Dalian, com os membros do comitê do partido confirmando sua nomeação por unanimidade. Ela serviu no cargo de 2001 a 2005, antes de ser transferida para trabalhar em Pequim. Sun foi nomeada Vice-Presidente da Federação de Sindicatos de Toda a China na Terceira Sessão do 14º Comitê Executivo da ACFTU, e então o Primeiro Secretário do Secretariado da ACFTU na Oitava Sessão do 14º Presidium da ACFTU em dezembro de 2005.

## Secretária do partido e liderança nacional
Em uma reformulação em dezembro de 2009, Sun Chunlan foi nomeada chefe do partido na província de Fujian,  a primeira mulher a assumir tal secretaria de alto nível desde Wan Shaofen , Secretário do Partido em Jiangxi na década de 1980. Os cargos de chefia provincial do partido têm um significado especial e são alguns dos cargos mais poderosos do país; que Sun assumisse uma "posição de poder" de boa-fé não era apenas raro para uma mulher, mas também a tornava bem posicionada para novos avanços.
Após o 18º Congresso do Partido, realizado em novembro de 2012, Sun se tornou o chefe do partido do município de Tianjin, a jurisdição provincial mais rica da China em termos de PIB na época, assumindo o cargo vago por Zhang Gaoli , que se tornou membro do Comitê Permanente do Politburo. Como Secretária do Partido em Tianjin, Sun juntou-se às fileiras da elite do Politburo do Partido Comunista da China como uma das duas mulheres do corpo (a outra era a vice-primeira-ministra Liu Yandong ). Além disso, tornou-se a primeira chefe feminina do partido de um município de controle direto na história do partido.
Após a investigação e demissão do ex-assessor de Hu Jintao, Ling Jihua, como chefe do Departamento de Trabalho da Frente Unida do Partido Comunista , Sun foi nomeado chefe do departamento em 31 de dezembro de 2014. Sun foi o primeiro chefe da Frente Unida a ocupar um assento simultâneo no Politburo desde Ding Guan'gen . Seu posto em Tianjin foi sucedido interinamente pelo prefeito Huang Xingguo . Desde que Sun ascendeu ao cargo de chefe da Frente Unida, Xi Jinping adotou uma nova estratégia de datongzhan (大 统战) para o trabalho da Frente Unida, expandindo o escopo do Departamento de Trabalho da Frente Unida. Em 2015, Wang Zhengwei, Vice-Presidente da Conferência Consultiva Política do Povo Chinês, foi nomeado vice-chefe do departamento, auxiliando Sun, criando uma situação única onde dois dos principais líderes da Frente Unida foram detidos por figuras classificadas do "vice-líder nacional". 
Em março de 2018, Sun foi nomeado Vice-Primeira-Ministra da República Popular da China . 
Sun é membro do 19º Politburo do Partido Comunista da China . Ela também foi membro suplente dos 15º e 16º Comitês Centrais do Partido Comunista da China , e membro titular do 17º , 18º e 19º Comitês Centrais.
1. ↑  «Women of China - All China Women's Federation». www.womenofchina.cn. Consultado em 16 de maio de 2021